# Joeropsis brevicornis
Joeropsis brevicornis là một loài chân đều trong họ Joeropsididae. Loài này được Koehler miêu tả khoa học năm 1885.